# Staatsrechtslehrer
Staatsrechtslehrer ist eine Bezeichnung für Professoren, deren hauptsächliches Lehr- und Forschungsgebiet das Staats- und Verfassungsrecht ist. Die Bezeichnung „Staatsrechtslehrer“ dürfte vor allem deswegen geläufig sein, weil seit 1922 ein Verein mit Namen „Vereinigung der Deutschen Staatsrechtslehrer“ besteht, der jährliche Tagungen veranstaltet und jeweils Tagungsbände herausgibt, die Veröffentlichungen der Vereinigung der Deutschen Staatsrechtslehrer (in juristischer Literatur gewöhnlich abgekürzt zitiert mit VVDStRL).